# Sarniwka (rejon olewski)
Sarniwka (ukr. Сарнівка) – wieś na Ukrainie, w obwodzie żytomierskim, w rejonie olewskim. W 2001 roku liczyła 256 mieszkańców.